# I-44 (sous-marin)
Pour les articles homonymes, voir I-44.
Le I-44 (イ-44) est un sous-marin japonais de type B Mod.1 ((乙型改一（伊四十型, Otsu-gata Kai-1）ayant servi durant la Seconde Guerre mondiale dans la Marine impériale japonaise.
Il a servi à la fin de la Seconde Guerre mondiale, et a effectué des patrouilles de guerre dans l'océan Pacifique en tant que sous-marin conventionnel avant d'être transformée en porte-torpilles d'attaque suicide kaiten. Il a ensuite mené des opérations kaiten pendant la bataille d'Iwo Jima et la bataille d'Okinawa avant qu'il ne soit coulé en avril 1945.

## Construction
Construit par l'Arsenal naval de Yokosuka au Japon, le I-44 a été mis sur cale le 11 juin 1942 sous le nom de Sous-marin No. 374. Il a été lancé le 25 octobre 1942 et est renommé I-44 et fficiellement rattaché au district naval de Yokosuka. Il a été achevé et mis en service le 31 janvier 1944 et assigné dans le 11e escadron de sous-marins de la 6e Flotte, le commandant Yokota Minoru prenant son commandement.

## Description
Le I-44, pesant près de 2 624 tonnes en surface, était capable de plonger à 100 m, puis de se déplacer à une vitesse maximale de 8 nœuds, avec une autonomie de 96 milles nautiques à une vitesse réduite de 3 nœuds. En surface, sa portée était de 14 000 milles nautiques, développant une vitesse maximale de 23,6 nœuds. Il transportait un hydravion de reconnaissance biplace Yokosuka E14Y (connu des Alliés sous le nom de Glen), stocké dans un hangar hydrodynamique à la base de la tour de navigation (kiosque).

## Histoire de service
Lors de sa mise en service, le I-44 a été affecté au 11e escadron de sous-marins de la 6e Flotte. Une fois ses essais en mer terminés, il a fait escale au dépôt de carburant de Tokuyama les 28 et 29 mars 1944 pour se ravitailler en carburant.

### Première patrouille de guerre
Le 31 mars 1944, le I-44 et les sous-marins I-183, Ro-47, Ro-116 et Ro-117 reçurent l'ordre de se déployer dans l'océan Pacifique à l'est de Palau pour intercepter une force opérationnelle de la marine américaine en direction de Palau. Le I-44 fit route depuis la baie d'Agenosho ce jour-là, mais reçut un ordre de rappel le 5 avril 1944. Il arriva à Kure le 14 avril 1944. Après son arrivée à Kure, le I-44 devint le premier sous-marin japonais équipé du radar de recherche aérienne de type 13.

### Opération Tatsumaki
Le 28 avril 1944, le I-44 est réaffecté à la 15e division de sous-marins du 1er escadron de sous-marins de l'unité avancée de la 6e flotte. En mai 1944, avec les sous-marins I-36, I-38, I-41 et I-53 et le ravitailleur de sous-marins auxiliaire Tsukushi Maru, il a commencé à s'entraîner dans la mer intérieure de Seto au large de Nasakejima pour l'opération Tatsumaki ("Tornade"), qui consistait à transporter des péniches de débarquement amphibies à chenilles de Type 4 Ka-Tsu modifiées, chacune étant équipée de deux torpilles de 450 mm (17 pouces) de Kure à Majuro,. Après le lancement des véhicules Ka-Tsu par les sous-marins, l'opération prévoyait que les véhicules se rendent sur la côte, traversent les îles de l'atoll par voie terrestre, puis entrent dans l'eau dans le lagon et attaquent les navires alliés à l'aide de torpilles,. L'opération Tatsumaki a ensuite été reportée en attendant la correction des défauts constatés sur les véhicules Ka-Tsu et a finalement été entièrement annulée.

### Seconde patrouille de guerre
Le 15 mai 1944, le I-44 quitta Kure en compagnie des I-41 et I-53 pour commencer sa deuxième patrouille de guerre. Les trois sous-marins étaient affectés au piquet de blocus au large de l'archipel Bismarck, au nord-est de la Nouvelle-Irlande et au nord de Kavieng. Une source a suggéré que le sous-marin américain USS Permit a torpillé et endommagé le I-44 le 26 mai 1944, mais les sources japonaises ne le confirment pas. Au lieu de cela, alors que le I-44 était à la surface dans l'Océan Pacifique aux alentours de la position géographique de 27° 02′ N, 151° 00′ E le 27 mai 1944 et qu'il utilisait son nouveau radar de recherche aérienne, un avion allié l'a surpris et a marqué plusieurs quasi-accidents. Les historiens japonais ne sont pas d'accord sur la question de savoir si le radar était défectueux ou si son opérateur inexpérimenté a commis des erreurs tout en apprenant à l'utiliser correctement. Il s'est immergé, mais plusieurs patrouilleurs l'ont attaqué et ont manqué de peu plusieurs autres fois. Il s'est équipé pour fonctionner silencieusement, et a finalement rompu le contact avec eux. Avec ses périscopes, son tableau de bord principal, et plusieurs de ses instruments endommagés et une fuite dans la section avant, il a refait surface après avoir échappé aux navires alliés. Il aperçut bientôt un bombardier de patrouille Consolidated PB4Y-2 Privateer de l'US Navy volant à proximité; incapable de plonger à nouveau, il échappa à l'avion en s'échappant dans un grain de pluie. Il atteignit Kure le 5 juin 1944 et y subit des réparations.

### Troisième patrouille de guerre
Le commandant en chef de la Flotte combinée, l'amiral Soemu Toyoda, a activé l'opération Shō-Gō 1 pour la défense des îles Philippines le 13 octobre 1944. Une fois les réparations terminées, le I-44 a pris la mer à Kure le 19 octobre 1944 pour sa troisième patrouille de guerre. Il lui est assigné une zone de patrouille à l'est des Philippines et au large de Leyte dans le cadre du groupe de sous-marins B, qui comprenait également les sous-marins I-38, Ro-41 et Ro-43. Le 20 octobre 1944, il se trouvait dans le canal de Bashi, dans l'obscurité, lorsqu'une explosion dans son réservoir sous pression à système de compensation automatique a tué trois membres de son équipage, a détruit son gyrocompas et a mis hors service un de ses arbres d'hélice. Forcée de retourner au Japon pour des réparations, il arrive à Kure le 22 octobre 1944.

### Conversion en transporteur kaiten
Le dernier sous-marin de type B2 survivant, le I-44, a été sélectionné pour être converti en vue de transporter des torpilles d'attaque suicide Kaiten. Pendant qu'il était en réparation, son canon de pont de 140 millimètres a été retiré pour faire de la place sur son pont arrière pour l'équipement permettant de transporter quatre kaiten à l'arrière de sa tour de contrôle, et son hangar à avions et sa catapulte ont été retirés de son pont avant pour faire de la place à l'avant de sa tour de contrôle pour l'équipement de deux kaiten supplémentaires.
Les Japonais avaient initialement prévu d'affecter le I-44 à la première utilisation opérationnelle des kaiten, mais ils ont annulé sa participation à la mission au début de novembre 1944. Au début de février 1945, il a reçu l'ordre de se rendre à la base de kaiten d'Otsujima avec les sous-marins I-368 et I-370 pour commencer l'entraînement au maniement des kaiten.

### Première mission kaiten
Le 19 février 1945, la bataille d'Iwo Jima a commencé avec le débarquement des États-Unis sur l'île. Ce jour-là, les I-44, I-368 et I-370 ont été affectés au groupe Chihaya Kaiten, avec l'ordre d'attaquer les navires alliés au large de l'île. Le I-44 a été le dernier des trois sous-marins à faire route, quittant Otsujima à 9 heures le 22 février 1945 pour sa quatrième patrouille de guerre et sa première mission kaiten. Il était en surface, en train de recharger ses batteries à 48 milles nautiques (89 km) au sud-ouest d'Iwo Jima, le 25 février 1945, lorsque deux ou trois navires de guerre alliés - que ses vigies ont identifiés comme étant des destroyers ou des chasseurs de sous-marins - l'ont aperçu et l'ont forcé à plonger. Il est resté immergé pendant 47 heures, durant lesquelles les niveaux de dioxyde de carbone à l'intérieur du sous-marine ont atteint 6 %, avant qu'il ne puisse rompre le contact et faire surface en toute sécurité.
Le I-44 a atteint sa zone de patrouille au sud d'Iwo Jima à la fin du 26 février 1945. Le 28 février, il a tenté une approche à la surface d'Iwo Jima depuis l'est de l'île, mais un avion Grumman TBF Avenger l'a attaqué et l'a forcé à plonger et à se retirer. Plus tard dans la journée, son commandant a signalé l'incident et le retrait du I-44, mais son message n'est pas parvenu au commandant en chef de la 6e Flotte, le vice-amiral Shigeyoshi Miwa. Le 1er mars 1945, il a signalé l'intention de son commandant de se rendre dans la zone Okidaitōjima dans les îles Daitō au sud-est d'Okinawa, mais après que le quartier général de la 6e Flotte lui ait demandé le 2 mars 1945 de signaler sa position et tout succès qu'il avait obtenu contre les navires alliés, sa réponse du 3 mars 1945 a été un rapport de situation de routine qui n'a pas fourni les détails que la 6e Flotte avait demandés.
Le 6 mars 1945, la 6e Flotte annule toutes les opérations sous-marines dans la région d'Iwo Jima, et le I-44 se dirige vers le Japon. Il débarque ses kaiten et leurs pilotes à Otsujima le 9 mars et le 11 mars, il arrive à Kure, où Miwa relève son commandant.

### Seconde mission kaiten
Entre le 26 et le 29 mars 1945, les forces américaines ont débarqué dans les îles Kerama au sud-ouest d'Okinawa et ont capturé des bases avancées en préparation d'une invasion d'Okinawa elle-même. Le 27 mars 1945, le groupe Tatara Kaiten - qui comprenait le I-44 et les sous-marins I-47, I-56 et I-58, chacun transportant six kaiten - a été formé pour attaquer les navires alliés au large d'Okinawa. Le 1er avril 1945, la bataille d'Okinawa a commencé avec les débarquements américains sur l'île, et le 3 avril, le I-44 reçut l'ordre de se diriger vers les eaux d'Okinawa en tant que membre du groupe Tatara. Le 4 avril 1945, il quitta Otsujima pour sa cinquième patrouille de guerre et sa deuxième mission de kaiten, transportant les mêmes quatre pilotes de kaiten que lors du déploiement du groupe Chihaya. Le 21 avril 1945, le quartier général de la 6e Flotte lui ordonna de retourner au Japon, mais il ne répondit pas.

### Perte
Le I-44 a été perdu en avril 1945, et les circonstances de sa perte restent inconnues. Certains historiens japonais ont conclu qu'un groupe Hunter-killer (groupe de chasseurs-tueurs) composé du porte-avions léger USS Bataan et de plusieurs destroyers a coulé le I-44 le 18 avril 1945, mais il est plus probable que le sous-marin coulé au combat était le I-56.
Le 29 avril 1945, un TBM Avenger de l'US Navy Composite Squadron 92 (VC-92) a décollé du porte-avions d'escorte USS Tulagi à 220 milles nautiques (410 km) au sud-est d'Okinawa à 14h18. Pendant le vol, l'équipage de l'Avenger a aperçu un sous-marin japonais à la surface et a plongé dessus à une altitude de 4 000 pieds (1 200 m). Lors de la plongée du sous-marin, l'avion a largué une charge sous-marine qui a explosé à proximité de la tour de contrôle du sous-marin. Lors de la passe suivante, l'Avenger a largué une torpille acoustique Mark 24 Fido qui a explosé contre la coque du sous-marin, le coulant à la position géographique de 24° 15′ N, 131° 16′ E. Le sous-marin était probablement le I-44.
Le 2 mai 1945, la marine impériale japonaise a déclaré que le I-44 était présumé perdu dans la région d'Okinawa avec la perte des 134 hommes à bord - 130 membres d'équipage et quatre pilotes de kaiten embarqués.